# フィールドスコープ

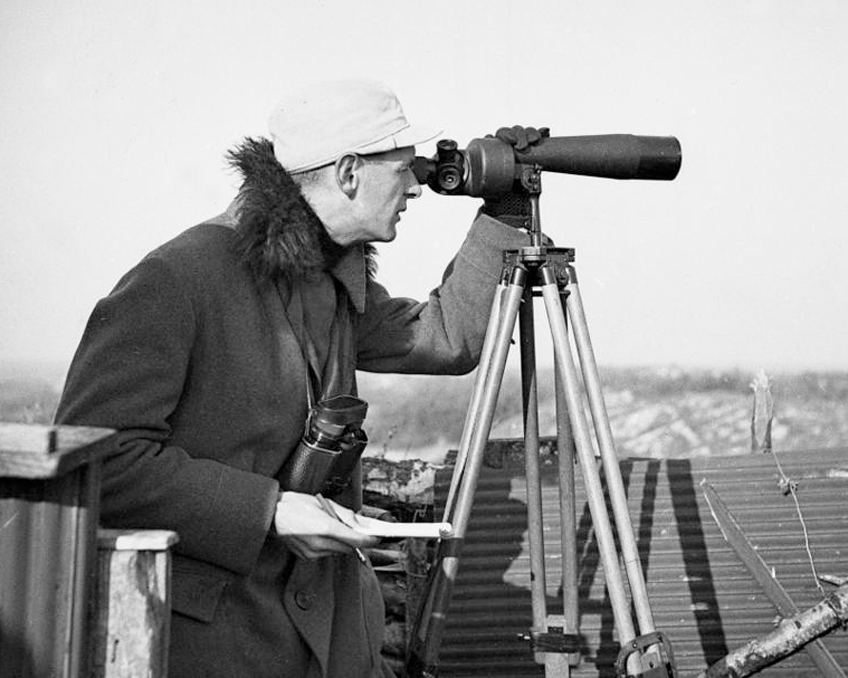
フィールドスコープの使用例

フィールドスコープとは、望遠鏡の一種で遠方にある地上物を主に観察するための光学器械である。地上望遠鏡、スポッティングスコープなどとも呼ばれる。野鳥などの自然観察、各種の監視、射撃での標的確認などに用い、主に簡便な三脚に載せて運用されている。

## 構造
ケプラー式望遠鏡に、地上観察に適するようプリズムを組み込んで正立像を結ぶようになっている。また使用局面を考慮して耐衝撃、防水対策が行われていることも多い。
覗き込む角度によって、直視型のものと45度程度の傾斜型がある。組み込まれるプリズムはポロプリズムが多いが、ダハプリズムのものもある。
対物レンズは40-80mm程度のものが多い。色収差を避けるために蛍石レンズや異常分散レンズを採用したものもある。口径が大きいほど一般に解像力は上がり、精細な部分を観察できるが、携行性や重量の問題が出てくるため80mm程度が限度となっているようである。
倍率は15-60倍程度であり、ズーム機構で倍率可変のものもある。接眼レンズは交換できる場合とできない場合がある。

## 双眼鏡や天体望遠鏡との差異
天体望遠鏡として使用することは可能であるが、正立プリズムの影響や、携行性のために短焦点としていることによる解像力の悪化が考えられる。そもそもフィールドスコープは小型軽量であることが要求されるため、携行性を度外視して光学性能を追求できる天体望遠鏡には及ばない。
双眼鏡と比較すると、単眼であるために両目で立体的に対象物を観察できない問題がある。一方で、遠距離の性能は一般に双眼鏡より焦点距離が長くなるため、有利と考えられる。携行用には双眼鏡、遠距離の定点観測用にはフィールドスコープと使い分けられる傾向にある。

## その他
- 近年、各種のカメラを接眼部にアダプターで直結して望遠撮影を行うデジスコが主に野鳥マニアの間で流行している。
- 性能に関しては倍率に目を奪われがちだが、一般にレンズ径が同じで倍率が高いなら視野が狭くなることに注意が必要である。突出した倍率を謳う製品は、視野の狭さやマトモに像を結ぶ範囲の狭さを疑った方が良い。

## 主要なメーカー

### 海外
- カール・ツァイス
- ライカ
- スワロフスキー
- シュタイナー

### 日本
- ニコン
- ペンタックス
- 興和
- ビクセン

### 関連機器
- ライフルスコープ
- 単眼鏡